# De Witte Wieven
De Witte Wieven (Engels: The Weird Sisters) is een band uit de Harry Potter-boekenserie van de Britse schrijfster J.K. Rowling. Hun Nederlandse naam ontlenen ze aan de legende van de witte wieven. De originele Engelse benaming verwijst naar de heksen ('weird sisters') uit Shakespeares Macbeth. De Witte Wieven zijn zeer populair in de tovenaarswereld. Zij traden op tijdens het kerstbal van het Toverschool Toernooi in Harry Potters vierde schooljaar op Zweinstein.

## Leden
De Witte Wieven bestaat uit acht leden:
| Nederlandse naam      | Engelse naam       | Geboortejaar | Functie          | Acteur                      |
| --------------------- | ------------------ | ------------ | ---------------- | --------------------------- |
| Donald Drietand       | Donaghan Tremlett  | 1972         | Basgitarist      | Steve Macky (Pulp)          |
| Gideon Kruimel        | Gideon Crumb       | 1975         | Speelt doedelzak | Steven Claydon (Add N to X) |
| Herman Windringer     | Herman Wintringham | 1974         | Speelt luit      | Geen                        |
| Kirley Hertog         | Kirley Duke        | 1971         | Leadgitaar       | Jonny Greenwood (Radiohead) |
| Martijn Kwispelstaart | Myron Wagtail      | 1970         | Zanger           | Jarvis Cocker (Pulp)        |
| Osino Mepderop        | Orsino Truston     | 1976         | Drummer          | Phil Selway (Radiohead)     |
| Halewijn Barbaar      | Heathcote Barbary  | 1974         | Gitarist         | Jason Buckle (All Seeing I) |
| Martin Graaf          | Marton Graves      | 1978         | Speelt cello     | Geen                        |

## Overige feitjes
- Donald Drietand heeft Dreuzelouders en is fan van Zwerkbalteam de Kenmare Kestrals.
- Kirley Hertog is de zoon van de succesvolle Schotse Zwerkballer Catriona McCormack. Ook zijn zus, Meaghan, speelt professioneel Zwerkbal.
- Donald Drietand trouwde, volgens de Ochtendprofeet, tijdens Harry's 5e jaar op Zweinstein.
- Diezelfde Donald Drietand was op de site van J.K. Rowling 'Wizard of the Month' in juli 2004.
- In de film wordt de muziek van de Witte Wieven verzorgd door Jarvis Cocker, de zanger van de Britse band Pulp. Hij is in de film ook te zien als zanger van de Witte Wieven. De drummer en de leadgitarist zijn Phil Selway en Jonny Greenwood van Radiohead.
- Op de dvd van Harry Potter en de Vuurbeker (film) staat als extra een single van deze band, getiteld Do The Hippogriff.